# Formica pressilabris
Formica pressilabris é uma espécie de formiga do gênero Formica, pertencente à subfamília Formicinae.